# خطة أندينيا

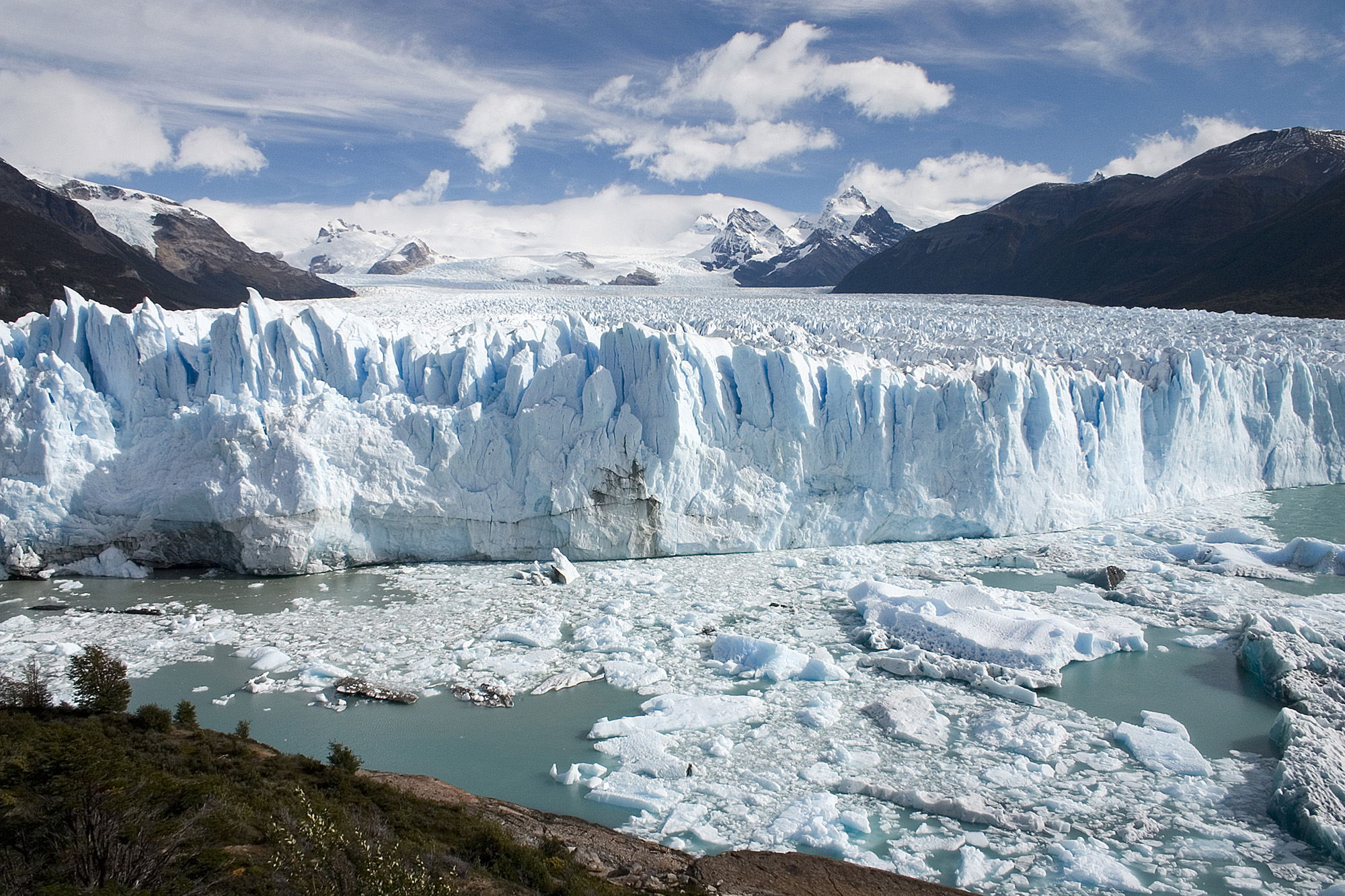

تشير خطة أندينيا (بالإسبانية: Plan Andinia) إلى نظرية مؤامرة تزعم بإقامة دولة يهودية في أجزاء من الأرجنتين وتشيلي. تعتمد جزئياً على المبالغة في المقترحات التاريخية للهجرة اليهودية المنظّمة إلى الأرجنتين في أواخر القرن التاسع عشر وأوائل القرن العشرين (والتي، مع ذلك، لم تتضمن خططًا لدولة يهودية هناك). ووفقًا لرابطة مكافحة التشهير المتركّزة في الولايات المتحدة ومعهد الأبحاث الإسرائيلية لمركز القدس للشؤون العامة، اسم ومحتويات الخطة لها تداول واسع في الأوساط اليمينية المتطرفة الأرجنتينية والتشيلية، ولكن لم يُعرض أي دليل على وجودها الفعلي على الإطلاق، مثالٌ على نظرية المؤامرة.
استخدمت الدوائر اليمينية المتطرفة هذه الخطة المزعومة كأداة خطابية لمهاجمة اليهود والمؤسسات اليهودية. في عام 1971 ظهرت نشرة بين الضباط في الجيش الأرجنتيني تحت اسم «خطة أندينيا»، والتي اتهمت اليهود والصهاينة الدوليين بالتخطيط للاستيلاء على جنوب الأرجنتين. تم تداولها منذ ذلك الحين.

## الهجرة اليهودية إلى الأرجنتين والخطط الصهيونية المبكرة
ابتداءً من عام 1880، كانت لدى الحكومات الأرجنتينية سياسة هجرة ضخمة، وكانت الميول الليبرالية لإدارة روكا مفيدة في جعل اليهود الأوروبيين يشعرون بالترحيب.
رعى موريس دي هيرش جمعية الاستعمار اليهودي لدعم المستوطنات الزراعية، وأُخذت الفكرة بجدية كبديل لفلسطين من قبل الصهاينة البارزين مثل ثيودور هرتزل. ومع ذلك، لم تتضمن هذه الخطط إقامة دولة يهودية مستقلة هناك، ولكن من أجل حكم ذاتي يهودي محلي. أدت فكرة الوطن اليهودي، ليس في فلسطين، ولكن في أي مكان آخر في العالم، مثل منطقة أمريكا الجنوبية أو في شرق أفريقيا، في نهاية المطاف إلى انقسام المنظمة الإقليمية اليهودية. تركز الجهد الاستيطاني اليهودي في أوائل القرن العشرين بدلاً من ذلك على الأطراف الأخرى للبلاد، مقاطعة إنتري ريوس والمناطق المحيطة بها، حيث تعايشت جنبًا إلى جنب مع المستوطنات الأوروبية الأخرى.
نما السكان اليهود في الأرجنتين وازدهروا في السنوات التي تلت ذلك، على الرغم من أن المجتمع أصبح في النهاية أكثر حضرية بكثير.

## نظرية المؤامرة
كان لدى اليمين المتطرف موطئ قدم قوي في الجيش الأرجنتيني، معظمه من خلال تعاليم جوردان برونو جينتا. في هذه الدوائر، افتُرض في بعض الأحيان أن خطة أندينيا حقيقة، على الرغم من أن الحركة الصهيونية تخلت عن جميع الخطط المتعلقة بالأرجنتين قبل عقود، والمؤسسات اليهودية الأرجنتينية (برئاسة وفد الجمعيات الأرجنتينية الإسرائيلية) اعتُرف بها من قبل (وعلى دراية بـ) جميع الحكومات الأرجنتينية، بما في ذلك المجلس العسكري.
تضمنت الإصدارات اللاحقة من الخطة، كما نُشرت في وسائل الإعلام الأرجنتينية النازية الجديدة منذ سبعينيات القرن العشرين، نيّة إسرائيلية مزعومة لغزو أجزاء من باتاغونيا في جنوب الأرجنتين، وإعلان دولة يهودية. هذه النظرية لم تترسخ في الحديث السياسي السائد. يُقال في منشورات المؤامرة أن العديد من الإسرائيليين يقومون بجولة في أمريكا الجنوبية، بعضهم مباشرة بعد خدمتهم العسكرية بمثابة سنة استراحة، مع كون باتاغونيا وجهة مفضلة، كمحاولات لتنفيذ خطة أندينيا المذكورة أعلاه. ومع ذلك، هناك أسباب قوية للشك في علاقة هذه الحقائق بتجسيد مؤامرة لجعل باتاغونيا إسرائيل ثانية، والتي لا يوجد لها دليل وفقًا للدراسات الأكاديمية والحقائق.
خلال الفترة الديكتاتورية 1976-1983، استُجوب بعض السجناء اليهود من القوات المسلحة، ولا سيما جاكوبو تيميرمان، حول معرفتهم بخطة أندينيا، وطُلب منهم تقديم تفاصيل بشأن التحضيرات المزعومة لجيش الدفاع الإسرائيلي لغزو باتاغونيا.
استذكر تيمرمان تفاصيل الاستجواب حول خطة أندينيا -وردّه حول سخافة مثل هذا المفهوم- في بريسو سين نومبر، سيلدا سين نيميرو (سجين دون اسم، زنزانة دون رقم).